# Ethan Edwards (cómic)
Ethan Edwards es un superhéroe ficticio que aparece en los cómics estadounidenses publicados por Marvel Comics. Es un pastiche del personaje de DC Comics Superman.

## Historial de publicaciones
Ethan Edwards apareció por primera vez en Marvel Knights Spider-Man # 13 y fue creado por Reginald Hudlin y Billy Tan.

## Biografía ficticia
Ethan es un Skrull, cuyo padre creó el Super-Skrull, y fue enviado a la Tierra para conquistarlo después de la destrucción del planeta natal Skrull a manos de Galactus. En la noche de su llegada, los futuros padres terrestres de Ethan conducían a casa a su granja de Iowa cuando un gran objeto de metal aparentemente del espacio se estrelló con él dentro. La pareja decidió que había ocurrido un milagro, que fueron juzgados como dignos y se les dio un hijo como regalo de Dios. Los Edwards le dieron una sólida formación moraleja, le enseñaron el valor del trabajo duro y la humildad. Años más tarde, Ethan les dijo que quería dejar la granja e ir a la ciudad. Mientras se preparaba para partir, Edwards le dio un consejo que nunca olvidaría: que "Un gran poder conlleva una gran responsabilidad". Al llegar a la ciudad de Nueva York, Ethan comenzó a trabajar como el nuevo reportero estrella en The Daily Bugle. También comenzó a luchar contra el crimen como un superhéroe disfrazado, llamándose a sí mismo Moral Man, lo que pronto lo puso en contacto con su compañero de trabajo de Bugle y superhéroe de la ciudad de Nueva York, Peter Parker, el Sorprendente Hombre Araña, cuando los dos héroes intentaron de forma independiente enfrentarse al Hombre Absorbente, actualmente llevando a cabo una serie de golpes por orden de Búho.
Al reconocer que necesita ayuda para aprender a ser un héroe, Ethan se acerca a Peter en busca de ayuda, y Peter acepta a regañadientes aceptar a Ethan como "aprendiz". Para aprender más sobre los poderes de Ethan, Spider-Man lo lleva al Edificio Baxter, donde Reed Richards de los Cuatro Fantásticos realiza pruebas en Ethan para descubrir el origen de sus poderes. Reed descubre que Ethan es tan rápido como la Antorcha Humana, puede ver a Sue cuando es invisible, levantar tanto peso como Ben y curar heridas. Sin embargo, cuando se enfrenta a los Cuatro Fantásticos más tarde, Ben es capaz de dejar inconsciente a Ethan con un solo golpe en la cabeza, lo que sugiere que puede que no esté en la categoría de peso de la Mole en términos de fuerza bruta.
Después de una pelea, aparece la prensa y Moral Man despega para proteger su identidad, pero la prensa obtuvo una fotografía facial completa de Ethan como Moral Man. En el techo, Peter Parker le dice a Ethan que tienen una foto de él, pero él dice que está bien porque sus lentes ocultarán su identidad. Entran y, cuando los dos salen del ascensor, la prensa rodea a Ethan y quiere hablar con él. Reed llama a Peter para explicarle que Ethan es un Skrull, cuyo padre creó el Super-Skrull, y que Ethan fue enviado a la Tierra para conquistarla después de la destrucción del planeta natal Skrull a manos de Galactus.
Jonah llama a Ethan a su oficina y le dice que dejará pasar las cosas si le da al periódico la historia exclusiva sobre Moral Man. Ethan se niega y vuela por la ventana. Peter va tras él, pero Ethan se va de nuevo a Iowa, dejando a Pete preguntándose cómo llegará allí. Los Cuatro Fantásticos están examinando la nave en el que llegó Ethan cuando sale una luz amarilla brillante. Brilla sobre Ethan, quien comienza a hablar otro idioma hasta que la Cosa lo rompe en la atmósfera. Cuando Ethan vuelve a despertar, arremete contra el FF, luego comienza a tener una especie de crisis nerviosa antes de volar, se pone un nuevo disfraz de cuero y ataca brutalmente al Hombre Absorbente.
De vuelta en el Daily Bugle, Ethan Edwards investiga quién y qué son los Skrull, llegando a pensar que es un "Skrull asesino". Confundido y enojado, busca a Reed Richards en el edificio Baxter, pero el hombre no está en casa. Cuando llegan Spider-Man y los Nuevos Vengadores (Spider-Man ha derrotado al Hombre Absorbente gracias a una trampa colocada por S.H.I.E.L.D. cuando el Búho trató de escapar de su ahora 'empleado' rebelde), comienza una pelea, pero "un poco vieja dama" (Tía May) le dice a Ethan que no es un monstruo, sino un buen hombre. Spider-Man le dice a Ethan que tiene algo que nadie tiene, "poder curativo", y mucha gente necesita curarse. Siguiendo este consejo, Ethan se mudó al extranjero para ayudar a los menos afortunados. Más tarde, Reed Richards reveló que la nave estelar no le dio a Ethan su habilidad para curar a otros, dejando a Spider-Man preguntándose de dónde vino realmente.
Ethan más tarde se unió al equipo de Vengadores de Hombre Maravilla bajo el nombre de Virtue. Participó en el ataque a los Nuevos Vengadores. Él y el resto de los Vengadores fueron derrotados por los tres equipos de los Vengadores. Ethan afirmó que se unió al equipo para vengar la derrota de su pueblo durante la "Invasión Secreta".

## Poderes y habilidades
La fisiología Skrull de Ethan Edwards le permite cambiar de forma a prácticamente cualquier forma que elija. También tiene fuerza sobrehumana, poderes curativos, proyección de energía, vuelo y la capacidad de ver cada frecuencia en el espectro de luz, lo que le permite ver a Sue Storm cuando es invisible. También es invulnerable, lo que le permite soportar lesiones físicas. Sin embargo, cuando luchaba contra la Mole, quedó inconsciente.